# Palacio de Monsalud
El palacio de Monsalud es un edificio de la localidad española de Almendralejo, en la provincia de Badajoz. Fue construido en 1752 y en él nació el poeta José de Espronceda. Ocupa un gran solar formando esquina, tiene tres plantas en las cuales se abren varios vanos adintelados. La puerta principal con jambas y dintel de mármol y sobre ella un balcón decorado con motivos barrocos con volutas, hojas de acanto, un angelote, dos aguiluchos, dos leones rampantes y una cruz emergiendo en la parte superior.

## Descripción

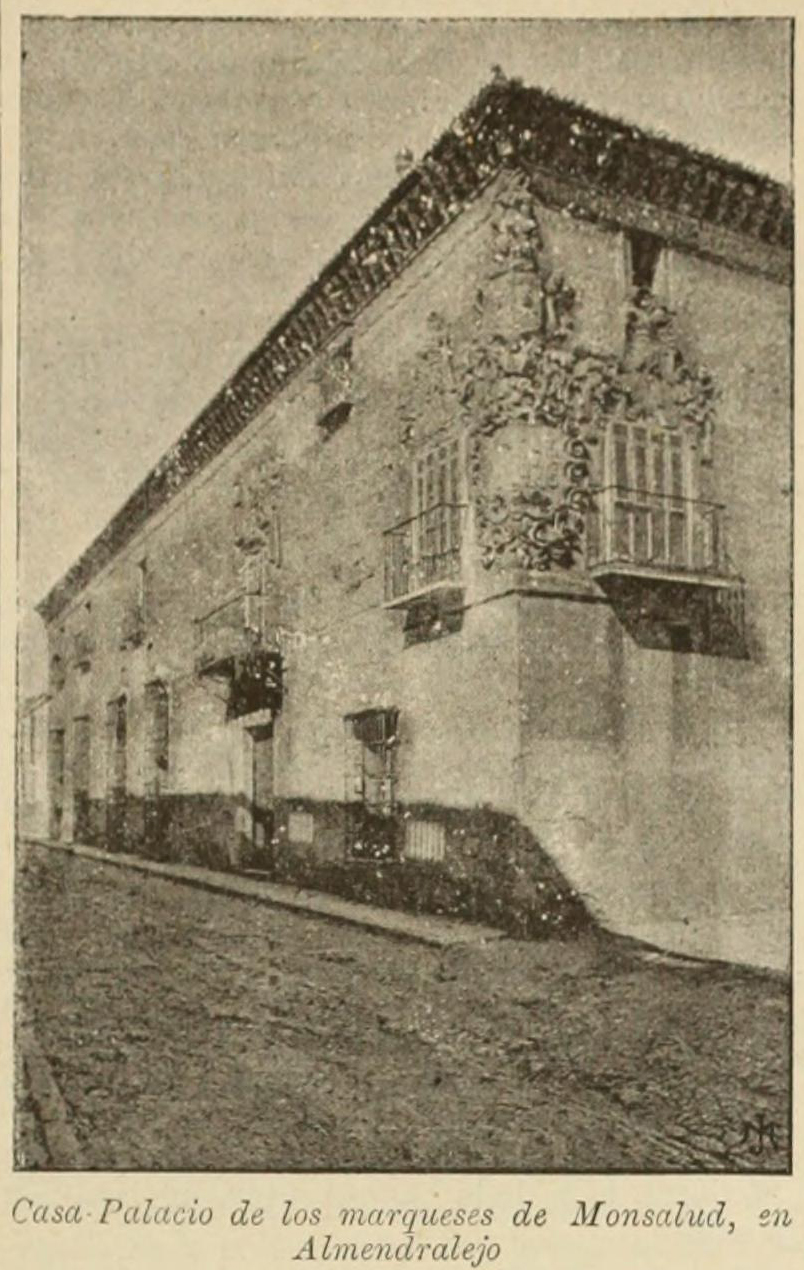
Vista del palacio en el siglo, publicada en el primer volumen del Diccionario enciclopédico hispano-americano de literatura, ciencias y artes (1887)

El edificio remata en un friso continuo que recorre la parte superior con metopas y triglifos y una gran cornisa volada con marcados modillones; en las esquinas está reforzado con sillares de granito que ennoblecen la fachada, destacar también la rejería de todo el edificio, pero sin lugar a duda lo más característico de este palacio son sus escudos esquinados.
El escudo situado en la zona inferior está rodeado de una profusa decoración barroca en relieve como roleos, motivos vegetales, bustos alados y un yelmo. En la zona intermedia aparecen varios putti en distintas actitudes, los de los extremos tocan laúdes. El escudo superior es achaflanado y es portado por dos grifos rampantes y sobre él un yelmo y una figura humana con dos cabezas situadas entre los modillones de la cornisa.
El interior se estructura en torno a un patio central, en la planta baja los arcos de medio punto montan columnas en granito rosado y decorado con un zócalo de azulejería sevillana del siglo XVIII; en el primer piso sobresale una hermosa balaustrada de cerámica roja sobre la que apoya pequeñas columnas de granito con arcos de medio punto.
En el salón de actos se hallan tres óleos que representan a Carolina Coronado, José de Espronceda y la marquesa de Monsalud, pintados por Adelardo Covarsí. En la sala de juntas se halla el lienzo de Manuel Antolín Romero de Tejada titulado El santo del amo.
La época de máximo esplendor de este palacio está ligada al quinto marqués de Monsalud, Mariano Carlos Solano y Gálvez, quien coleccionaba piezas arqueológicas.
Al morir el marqués y su madre el palacio quedó en un estado de abandono hasta que en 1983 se llevó a cabo una gran restauración en la que se derribaron las dos torres que se encontraban en la parte trasera por no estar dentro de la estética del palacio. Una vez rehabilitado, se convirtió en sede del ayuntamiento.